# 王滋 (江陽公)
江陽公王滋（韓語：강양공 왕자，?—1308年2月28日（四月十二）），是高麗國第二十五任君主忠烈王王昛的長子。

## 生平
出生年份没有记载。王滋的生母是貞和宮主王氏，有異母弟高麗忠宣王王璋及小君王湑；靖寧院妃和明順院妃則是其同母姊妹。他的外祖父是高麗神宗王晫的孫子始安公王絪。
王滋雖然是長子，但由於不是元朝公主（繼母忽都魯揭里迷失）所出，因此不能成為王位繼任人。忠烈王五年（1279年），父親忠烈王派他到忠清道的東深寺（韓語：동심사）避世，至忠烈王九年（1283年）才召還，後來受封為江陽公。
王滋有三子：丹陽府院大君王珛、延安君（瀋王）王暠與延德府院大君王塤，後來延德府院大君的女兒國大妃王氏的兒子定昌府院君王瑤成為高麗國王，故在恭讓王三年（1391年）恭讓王王瑤加上外曾祖父江陽公的諡號為靖康（정강）。